# Арктика исландская
Арктика исландская (лат. Arctica islandica) — вид морских двустворчатых моллюсков, обитающих в водах Атлантического и Северного Ледовитого океанов. В 2006 и 2007 годах анализ наслоения раковины нескольких образцов этого моллюска, собранных у побережья Исландии, показал максимальный возраст более чем 500 лет, что делает Arctica islandica самым долгоживущим известным животным на Земле.

## Образ жизни
Arctica islandica питается, фильтруя с помощью сифонов и крупных пластинчатых жабр детрит и планктон. Оплодотворение у раздельнополых моллюсков наружное. Развитие со стадией свободноплавающей личинки-велигера.

## Продолжительность жизни
В октябре 2007 года исследователи из Бангорского университета в Уэльсе определили, что возраст моллюска, выловленного у исландского побережья, составлял от 405 до 410 лет. Возраст был установлен методом склерохронологии, то есть сверлением ракушки и подсчётом числа её слоёв (аналогично методу дендрохронологии для деревьев). Позднее было подтверждено, что максимальная продолжительность жизни этого вида превышает 500 лет. Этот возраст делает моллюска самым долгоживущим животным с подтверждённым максимальным возрастом. Рекордсменом по продолжительности жизни среди них был признан экземпляр, названый Мин, чей возраст определили в 507 лет.